# ミュージックフェア

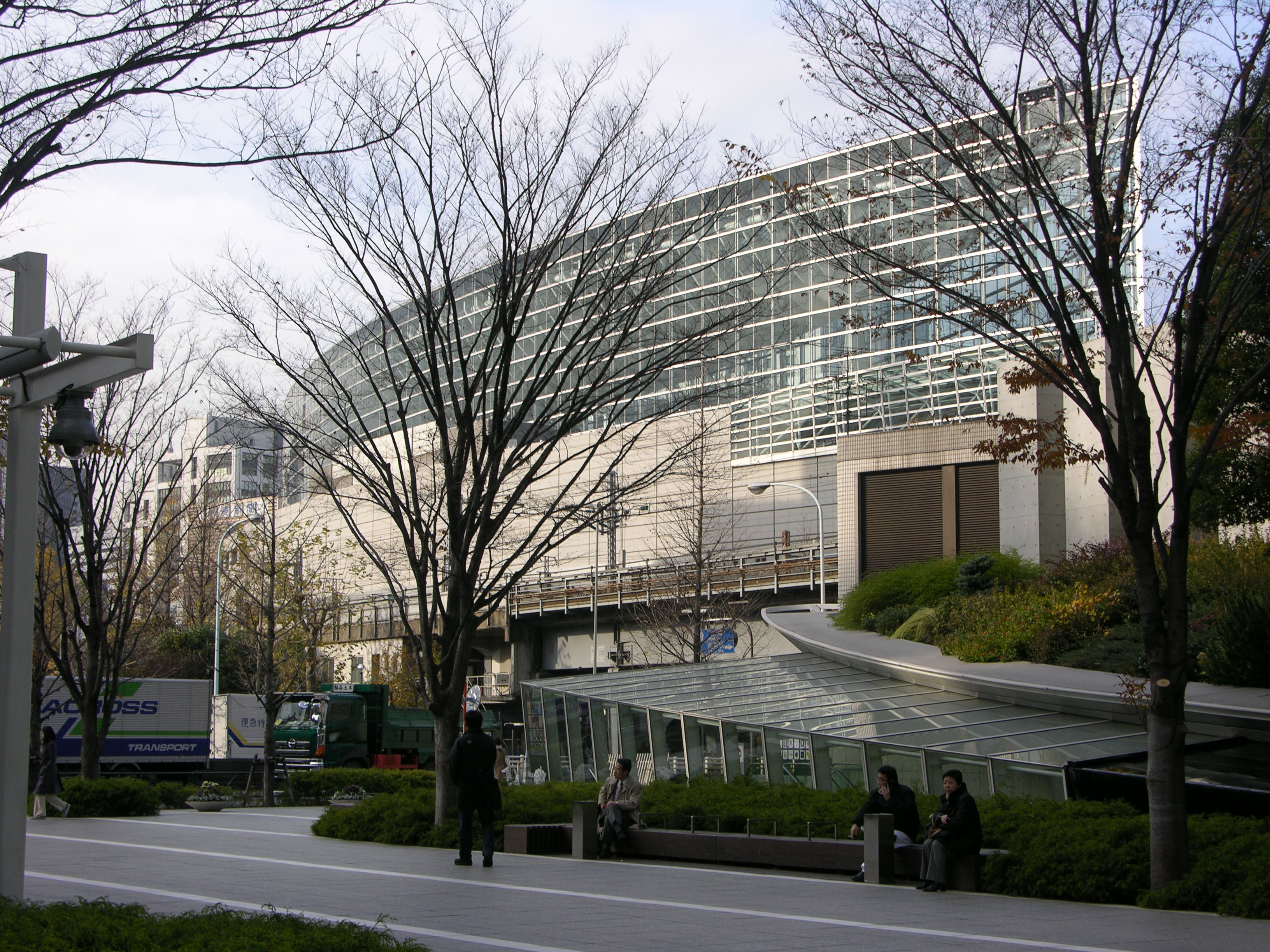
2008年以降に放送回数が節目を迎えた記念コンサートの会場として使用して番組の公開収録を行っている東京国際フォーラム（千代田区丸の内）

『シオノギ・ミュージックフェア』（英 : SHIONOGI MUSIC FAIR）は、1964年8月31日より、フジテレビ系列の一部で放送されている音楽番組。放送時間は複数回の変遷を経て、2001年4月以降は毎週土曜 18:00 - 18:30（JST）とされている。それ以前の放送時間などについては別節を参照。
2025年現在、日本の民放でレギュラー放送されている音楽番組の中で最長寿番組でもある。ハイビジョン制作及び字幕放送の実施も扱われ、フジテレビ系列局で地域限定スポンサードネットによる同時ネット番組ではあるが、スポンサードネットの対象から漏れた一部の系列局では放送していない（後述のように、過去ネットワークセールス枠だったため、ほとんどの系列局で放送経験がある）。
タイトルが示すように、開始当初から塩野義製薬による一社提供番組であり、冠スポンサー番組でもある(提供クレジットはオープニングでは表記のみでエンディングでは提供読みがある)。新聞の番組表などでは、『MF』『ミュージックフェア』『Mフェア』などの略称で表記される場合もある。

## 概要
1964年3月29日に特集番組として放送されたことに端を発し、同年8月31日よりレギュラー番組として、特集版の総合司会を担当した越路吹雪を初代総合司会に据える形で本格的にスタート。落ち着いた雰囲気で、毎回違う歌手の共演を行う。
1967年5月1日放送分よりモノクロからカラーに切り替え、1978年10月3日放送分よりステレオで放送。2004年1月10日放送分よりハイビジョン製作に移行。
トークコーナーでは、総合司会が季節やゲストにまつわるテーマを挙げてトークしたり、ゲスト同士が聞きたい質問でトークを展開している。また、スティーヴィー・ワンダーやジャネット・ジャクソンなどの海外の大物アーティストも多数出演している。
本作品と関わりの深いスタッフの一人に、1973年よりディレクターとして参加した石田弘がいる。石田はその後もプロデューサーなどを歴任しつつ、2022年現在もエグゼクティブプロデューサーとして名を連ねている。2008年10月4日放送分（『MUSIC FAIR』改題後）では、エンディングに石田の所属する音組がクレジットされた。
現在の土曜18時台前半に放送時間帯を移すまでは、放送開始から1983年9月29日まで、それぞれ2回の時間帯変更（月曜21時台前半→火曜21時台後半→木曜22時台後半）を経ながらゴールデン・プライムタイムで約19年間放送され、1983年10月2日から2001年3月25日まで、日曜23時で約17年半放送されていた。木曜22時台後半と日曜23時台前半の放送では、まずシオノギの30秒CM（『パンテーン』・『ポポンS錠』・『セデスA錠・セデス・ハイ』・『さわやかコレクト』）などのCMを放送し、本番組が始まるという構成だった。これに対し火曜21時台後半時代は、1970年代ではまずティンパニを中心にしたファンファーレ調BGMをバックに、タイトルとシオノギのクレジットを映し、その後シオノギの30秒CMを2本放送、その後は幾何学模様をバックにオープニングテーマを流した。そして1980年代では今日の出演者のコメントとハイライトシーンを流し、最後はタイトルと提供が映された。
日曜夜時代、参議院選挙および衆議院選挙の開票が即日になるまでは、当日の夜も放送していた。一方で、1989年1月8日は昭和天皇崩御による報道特別番組のため休止され、翌週の1月15日に改めて放送された（この日は生前最後の同番組出演となる美空ひばり特集だった）。また、放送枠が選挙特別番組になった場合でも、23時台前半では、塩野義製薬の1社提供枠でセールスされていた（『スーパーナイトFNN選挙開票速報2時間スペシャル』も含む）。

### 土曜18時台に時間帯移動
21世紀を迎え2001年4月7日より、番組名を『MUSIC FAIR 21』にリニューアルし、放送時間帯も従来の日曜23時台前半から、夕方の全国ニュース（『FNNスーパータイム』→『FNNニュース ザ・ヒューマン』→『FNNスーパーニュース』）が編成されていた土曜18時台前半へと変更された。テーマ曲の「今夜は夢のラララミュージックフェア」という歌詞はそのままであるものの、以前の放送時間よりもかなり早い時間での放送となっている。
リニューアル当初の半年前後は、旧来からのスタイルを残しつつもVTRを用いた過去のエピソードのコーナー（転機など）や、好きな食べ物を紹介する「この一食」コーナーも企画されていた。また、新しくエンディングにて出演歌手との記念撮影のコーナーも新設され、その写真が応募した視聴者にプレゼントされるという企画も行われていたが（掛け声は「ミュージックフェア21」だったが、初期は「MF21」と言っていた）、こちらも2008年9月27日放送分で終了している。
リニューアル前はほぼなかったジャニーズ事務所所属アーティストの様なアイドル歌手の出演も増え始め、往時の様に必ずしも歌唱力のある者ばかりが出演しているとは限らず、リニューアル前は常連だったベテラン・実力派歌手の出演も激減する。また、放送回によっては『FNS歌謡祭』や『FNSうたの夏まつり』（現在：『FNS歌謡祭 夏』）といった、同局の大型音楽番組でも行われている出演ゲスト同士のコラボレーション（共演）で楽曲が披露される場合もある。
『FNS27時間テレビ』の放送日に関しては、2001年・2003年のように休止となる場合もあったものの、2004年以降は同番組の開始時間が18:30や19:00に繰り下がるようになったため、同番組の放送日と被る場合でも通常通り放送されている。また2009年7月25日放送分は、『FNS26時間テレビ』の関連企画で「緊急特集ヘキサゴンファミリー総力コラボ」として放送されたこともある。
2004年8月に放送40周年を、同年3月27日放送分で放送2,000回を達成した。2007年10月6日18:00（JST）から、音組とのコラボレーション企画で、公式サイトが開設。
2008年3月で放送2200回を迎えたことに伴い、3月は1ヶ月にわたり2,200回特別月間として豪華アーティストの共演（最終週のみ総集編）を放送した（2008年2月21日、東京国際フォーラムにて収録）。同年10月4日放送分より、番組名も“21”を外した『MUSIC FAIR』へと再度変更された。
2009年4月から2014年までは、1組だけの企画を「ワンマンショー」と題したり、2回連続企画を定期的に行っていた。2009年10月3日放送分（2,280回）より、地上アナログ放送ではレターボックスでの放送に移行。それに伴い再度のリニューアルも実施された。
2010年3月で放送2300回を迎えたことに伴い、2月26日に大阪厚生年金会館ホールにて公開収録が行われ、3月に4週連続で2300回記念特番として放送された（翌週4月3日も総集編を放送）。
2010年12月4日放送分は、同日のゴールデンタイム・プライムタイムに『2010 FNS歌謡祭』が生放送されたため、本番組も生放送編成で『2010 FNS歌謡祭』の出演歌手がゲスト出演する形式が取られており、同番組の会場には本番組の総合司会である鈴木杏樹・恵俊彰も姿を見せていた。また同日は『もしもツアーズ』を挟む形で、本番組と『2010 FNS歌謡祭』の2つの音楽番組が1日に放送された。他方で、テレビ大分は土曜のゴールデンタイム・プライムタイムの編成を日本テレビ系列に定めており、『2010 FNS歌謡祭』についても同時ネットしていないが、当日の本番組については通常通り同時ネットで放送された。
2010年代に入ってからの関東地区における視聴率は、5 - 6%台で推移している。『サイゾー』2013年8月号は「（本番組の）視聴率は下降気味だが、塩野義製薬が本番組の提供を続ける意向であることと、フジテレビが塩野義製薬から年間10億単位のスポンサー料を得ているという事情から、本番組は打ち切りの対象にならない」と報じている。
2014年8月には、放送50周年を迎えた。2016年2月19日に、東京国際フォーラムで行われた2600回記念コンサートが公開収録された。その際、収録終盤には、当時の番組の総合司会を務める鈴木杏樹と恵俊彰が、番組を卒業することが発表された。両者は、同年3月26日放送分をもって番組を降板した。同年4月以降の後任の総合司会は、同年2月24日にフジテレビから発表され、8代目総合司会として仲間由紀恵と軽部真一（フジテレビアナウンサー）が務め、タイトルロゴ及びトーク時のセットを変更した。
2016年6月18日放送分は、『AKB48 45thシングル 選抜総選挙』の事前番組を兼ねた連動企画として、通常より1時間繰り下げとなる19:00からの生中継という形式が取られ、AKB48の特集放送となった。同イベントの開票が毎年6月の土曜に移ったのは2013年度からだが、このような連動企画は同日の放送分が史上初となった。
2016年10月1日放送分より解説放送を開始。
2019年8月31日放送分で、放送55周年を迎えた。
2024年3月2日放送分で「世界最長の週刊音楽テレビ番組」としてギネス世界記録に認定されたことを同月に発表。同月に大阪・フェスティバルホールにて開催された記念コンサートにおいて、認定証の授与式が行われ、公式認定員からフジテレビ社長の港浩一にギネス認定証が授与された。授与式の模様は2024年3月23日放送分（第1夜）最後に放送された。
2025年1月より表面化した、フジテレビにおける各種不祥事・疑惑を受け、多数の企業が同局でのCM出稿を相次いで見合わせる中、本番組でも単独スポンサーである塩野義製薬が、提供クレジットなどから企業名を外した上での放送継続を検討していることが、同月21日に報じられた。上記報道直後の1月25日放送分では番組テロップのロゴは削除されなかったものの、提供テロップやCMは全て外された（CMはACジャパンに差し替え）。同年3月1日放送分よりフジテレビ以外の系列局ではCMが再開されたが、フジテレビでのCMは2025年4月現在も再開されていない。

### 番組名について
1999年まで『ミュージックフェア』の後に西暦の下2桁('yy)を付して用いていたが、2000年以降は行われておらず、単に『MUSIC FAIR』のみとされている（同様の措置は、『ドリフ大爆笑』『ニュースJAPAN』でもなされていた）。また4度目の時間帯変更に合わせて、2001年4月7日放送分から2008年9月27日放送分までの7年半は、番組名も世紀を示す数字を加えて『MUSIC FAIR 21』（-にじゅういち）とされていた。

### 公開収録
番組初期の10年程は公開収録を行っていたが、その後は番組の節目ごとに行われるのみとなり（2001年3月までの日曜時代の23時台前半でも番組の節目ごとに行われていた）、通常の収録は限られた関係者しかスタジオに入ることができない（観客の拍手・笑い声があるが、いずれも収録編集時に効果音として挿入したもので、実際にはスタジオ内に観客はいない）。『MUSIC FAIR 21』へのリニューアル後は、開始から半年程はスタジオに100名前後の観客を入れた公開収録が実施され、その後も不定期ながらも行われていた（記念撮影のコーナーでは、一時期観客席でも行われていた）。『MUSIC FAIR』への再改題後は、収録スタジオでの公開収録は行われていない。
公開収録は東京のほか、スポンサーの塩野義製薬やシオノギヘルスケアが本社を置く大阪（フェスティバルホールなど）でも行われている。公開収録はこれまで1日のみだったが、2014年2・3月に放送された2,500回記念特別月間では放送開始50周年を記念し、初めて1月30・31日の2日間公演として行われた。
大阪厚生年金ホールで収録された放送1,100回記念（1986年3月23日・30日放送分/全2回）と、前述の放送2,000回記念（2004年3月6日・13日・20日・27日放送分/全4回）は、神奈川県横浜市中区にある放送ライブラリーに所蔵されており、無料で視聴することが可能である。

### スタジオ収録
隔週月曜日に2本～3本撮りで実施されている。

### その他
1983年までのプライムタイム時代は、前番組のプロ野球中継が延長になった場合、本番組を休止して野球中継を塩野義提供で続けて放送した。このときの断り書きである「スポンサーのご厚意により」は後に流行語となり、他局でも野球やプロレスなどのスポーツ中継延長時に使われるようになった。類似例として、古くは本番組開始以前の1959年に日本テレビがいわゆる『天覧野球』の中継を、通常のナイター枠より1時間前倒しした際の新聞広告にも「この番組は日興証券、高級時計のタカノ、日本ビクターのご好意《原文ママ》により、ニッカがお送りします」との文言が載った事例がある。

## 歴代総合司会・正式タイトル・放送時間
| 期間 | 期間           | 総合司会 | 総合司会     | 総合司会  | 正式タイトル                           | 放送時間 （すべて30分） |
| 期間 | 期間           | 代       | 女性         | 男性      | 正式タイトル                           | 放送時間 （すべて30分） |
| --- | -------------- | -------- | ------------ | --------- | -------------------------------------- | ----------------------- |
| 1964年08月31日 | 1964年12月28日 | 1        | 越路吹雪     | （不在）  | シオノギ・ ミュージックフェア '64〜'95 | 毎週月曜 21:00 - 21:30  |
| 1965年01月04日 | 1965年05月31日 | 2        | 左幸子       | （不在）  | シオノギ・ ミュージックフェア '64〜'95 | 毎週月曜 21:00 - 21:30  |
| 1965年06月07日 | 1969年03月31日 | 3        | 南田洋子1    | 長門裕之1 | シオノギ・ ミュージックフェア '64〜'95 | 毎週月曜 21:00 - 21:30  |
| 1969年04月01日 | 1981年09月29日 | 3        | 南田洋子1    | 長門裕之1 | シオノギ・ ミュージックフェア '64〜'95 | 毎週火曜 21:30 - 22:00  |
| 1981年10月01日 | 1981年12月24日 | 3        | 南田洋子1    | 長門裕之1 | シオノギ・ ミュージックフェア '64〜'95 | 毎週木曜 22:30 - 23:00  |
| 1982年01月07日 | 1983年09月29日 | 4        | 星野知子     | （不在）  | シオノギ・ ミュージックフェア '64〜'95 | 毎週木曜 22:30 - 23:00  |
| 1983年10月02日 | 1988年03月27日 | 4        | 星野知子     | （不在）  | シオノギ・ ミュージックフェア '64〜'95 | 毎週日曜 23:00 - 23:30  |
| 1988年04月03日 | 1995年03月26日 | 5        | 古手川祐子   | （不在）  | シオノギ・ ミュージックフェア '64〜'95 | 毎週日曜 23:00 - 23:30  |
| 1995年04月02日 | 1995年10月01日 | 5        | 古手川祐子   | （不在）  | シオノギ MUSIC FAIR '95・'96           | 毎週日曜 23:00 - 23:30  |
| 1995年10月08日 | 1996年09月29日 | 6        | 鈴木杏樹     | （不在）  | シオノギ MUSIC FAIR '95・'96           | 毎週日曜 23:00 - 23:30  |
| 1996年10月06日 | 1999年12月26日 | 6        | 鈴木杏樹     | （不在）  | SHIONOGI MUSIC FAIR '96〜'99           | 毎週日曜 23:00 - 23:30  |
| 2000年01月02日 | 2001年03月25日 | 6        | 鈴木杏樹     | （不在）  | SHIONOGI MUSIC FAIR                    | 毎週日曜 23:00 - 23:30  |
| 2001年04月07日 | 2008年09月27日 | 7        | 鈴木杏樹     | 恵俊彰    | SHIONOGI MUSIC FAIR 21                 | 毎週土曜 18:00 - 18:30  |
| 2008年10月04日 | 2016年03月26日 | 7        | 鈴木杏樹     | 恵俊彰    | SHIONOGI MUSIC FAIR                    | 毎週土曜 18:00 - 18:30  |
| 2016年04月02日 | 2018年04月28日 | 8        | 仲間由紀恵   | 軽部真一2 | SHIONOGI MUSIC FAIR                    | 毎週土曜 18:00 - 18:30  |
| 2018年05月05日 | 2019年02月23日 | 8        | 加藤綾子3・4 | 軽部真一2 | SHIONOGI MUSIC FAIR                    | 毎週土曜 18:00 - 18:30  |
| 2019年03月02日 | 現在           | 8        | 仲間由紀恵5  | 軽部真一2 | SHIONOGI MUSIC FAIR                    | 毎週土曜 18:00 - 18:30  |
| - 1 長門・南田時代は長門がトップクレジット扱い。週によって長門または南田が単独で進行するケースがあった。 - 2 フジテレビアナウンス室専任情報統括担当部長兼室長代行。 - 3 フリーアナウンサー、元フジテレビアナウンサー。 - 4 仲間の産休代役。 - 5 2022年4月16日放送分・2022年4月30日放送分は体調不良による代役で永島優美（フジテレビアナウンサー）が担当。 |                |          |              |           |                                        |                         |

## 最多出演者
女性最多出演者森山良子
初出演は1967年8月14日放送分、以降2014年2月14日時点までに127回出演。
男性ソロ最多出演者さだまさし（ソロ出演では最多）
初出演は1976年3月23日放送分、以降2016年11月19日時点までに97回出演。
男性最多出演者谷村新司（アリスを含む）
初出演は、アリスとして1975年11月25日放送分、以降2022年7月2日時点までに133回出演。2023年10月8日死去。

## テーマ曲
オープニングテーマ曲は保富康午作詞・山本直純作曲によるもの。オリジナル版では服部克久編曲によるものだが、編曲はその都度変わり、現在は武部聡志が担当している。
歌い手はザ・ピーナッツ→森山良子→サーカスを経て、2005年1月よりゴスペラーズが受け持っている。また、過去映像を使用した名曲セレクション形式での放送回では、2016年10月からサーカス版が再度使用されるようになった。ザ・ピーナッツが引退した1975年に、その関係で森山に交代することになって以降、火曜21時台から現在までに現行の曲を使用している（ザ・ピーナッツ時代のオープニング曲は現行とは全く異なっていた曲であった、月曜21時台のみ）。歌唱がなく、メロディーだけの時期もあり、日曜23時台に移行した1983年10月からサーカスが歌ってきた。
回によってはその日のゲストミュージシャンが歌唱する場合もあり、1997年2月9日放送分では米米CLUBがオープニングテーマを演奏している。
番組中で歌われる歌詞についてはオープニングタイトルの変更や歌手の交代に際して改定されている。1997年4月以降はOPが短縮され、現在の形式となった。
またフルバージョンの歌詞も存在し、これは開始初期から長門・南田夫妻司会期の途中までオープニングにおける出演者・スタッフクレジットで使われ、使用しなくなった後も記念回ライブで1曲目として出演者全員で披露される。
これとは別に、ミュージカル・アカデミーが歌唱したテーマ曲も使用されていた。このテーマ曲は、旧・CBSソニー（現・ソニー・ミュージックエンタテインメント）から発売されていた「オリジナル版懐かしのテレビ番組テーマ大全集 昭和28〜43年」に収録されている。
2020年5月2日放送分より、新型コロナウイルスの影響で改正・新型インフルエンザ等対策特別措置法に基づいて発令された緊急事態宣言によるスタジオでの収録自粛を受けて、各アーティスト・ミュージシャンが自宅から演奏した「ミュージックフェアのテーマ　〜在宅ワークver〜」を番組オープニングで放送開始した。また、このテーマはYouTubeに期間限定で公開している。第6弾では、ALL CASTverが披露された。
| 参加アーティスト・ミュージックシャン（各五十音順）         | 参加アーティスト・ミュージックシャン（各五十音順） | 参加アーティスト・ミュージックシャン（各五十音順） | 参加アーティスト・ミュージックシャン（各五十音順） | 参加アーティスト・ミュージックシャン（各五十音順） | 参加アーティスト・ミュージックシャン（各五十音順） | 参加アーティスト・ミュージックシャン（各五十音順） |
| ---------------------------------------------------------- | -------------------------------------------------- | -------------------------------------------------- | -------------------------------------------------- | -------------------------------------------------- | -------------------------------------------------- | -------------------------------------------------- |
| ○は参加、×並びに-は不参加、[ ]内には演奏に使った楽器を明記 |                                                    |                                                    |                                                    |                                                    |                                                    |                                                    |
| 参加アーティスト                                           | 第1弾                                              | 第2弾                                              | 第3弾                                              | 第4弾                                              | 第5弾                                              | 第6弾                                              |
| AI                                                         | ○                                                  | ○                                                  | ○                                                  | ×                                                  | ○                                                  | ○                                                  |
| ISSA（DA PUMP）                                            | ○                                                  | ○                                                  | ○                                                  | ×                                                  | ○                                                  | ○                                                  |
| 大原櫻子                                                   | ○                                                  | ○                                                  | ×                                                  | ○                                                  | ×                                                  | ○                                                  |
| 倖田來未                                                   | ○                                                  | ○                                                  | ○                                                  | ○                                                  | ×                                                  | ○                                                  |
| ゴスペラーズ                                               | -                                                  | ○                                                  | ×                                                  | ○                                                  | ×                                                  | ○                                                  |
| さかいゆう[Key.]                                           | ○                                                  | ○                                                  | ○                                                  | ○                                                  | ○                                                  | ○                                                  |
| さだまさし[Vn.]                                            | ○                                                  | ×                                                  | ○                                                  | ○                                                  | ○                                                  | ○                                                  |
| サラ・オレイン                                             | -                                                  | ○                                                  | ○                                                  | ×                                                  | ○                                                  | ○                                                  |
| 城田優                                                     | -                                                  | -                                                  | ○                                                  | ○                                                  | ×                                                  | ○                                                  |
| 鈴木雅之                                                   | -                                                  | -                                                  | ○                                                  | ○                                                  | ○                                                  | ○                                                  |
| 橘慶太（w-inds.）                                          | ○                                                  | ○                                                  | ○                                                  | ×                                                  | ○                                                  | ○                                                  |
| 谷村新司                                                   | ○                                                  | ×                                                  | ○                                                  | ×                                                  | ○                                                  | ○                                                  |
| 徳永英明[Gt./Harm.]                                        | -                                                  | ○                                                  | ○                                                  | ○                                                  | ○                                                  | ○                                                  |
| 新妻聖子                                                   | ○                                                  | ○                                                  | ×                                                  | ×                                                  | ○                                                  | ○                                                  |
| 平原綾香                                                   | -                                                  | ○                                                  | ○                                                  | ×                                                  | ○                                                  | ○                                                  |
| 三浦大知                                                   | -                                                  | -                                                  | ○                                                  | ○                                                  | ○                                                  | ○                                                  |
| 水樹奈々                                                   | -                                                  | -                                                  | ○                                                  | ○                                                  | ○                                                  | ○                                                  |
| 宮野真守                                                   | -                                                  | -                                                  | ○                                                  | ○                                                  | ○                                                  | ○                                                  |
| 森山直太朗                                                 | -                                                  | ○                                                  | ○                                                  | ○                                                  | ○                                                  | ○                                                  |
| 森山良子                                                   | ○                                                  | ○                                                  | ×                                                  | ○                                                  | ○                                                  | ○                                                  |
| 山崎育三郎                                                 | ○                                                  | ○                                                  | ○                                                  | ×                                                  | ○                                                  | ○                                                  |
| 参加ミュージシャン                                         | 第1弾                                              | 第2弾                                              | 第3弾                                              | 第4弾                                              | 第5弾                                              | 第6弾                                              |
| 今井マサキ[Chor.]                                          | ○                                                  | ○                                                  | ○                                                  | ○                                                  | ○                                                  | ○                                                  |
| 加藤いづみ[Chor.]                                          | ○                                                  | ○                                                  | ○                                                  | ○                                                  | ○                                                  | ○                                                  |
| 亀田誠治[Ba.]                                              | ○                                                  | ○                                                  | ○                                                  | ○                                                  | ○                                                  | ○                                                  |
| 武部聡志[Key.]                                             | ○                                                  | ○                                                  | ○                                                  | ○                                                  | ○                                                  | ○                                                  |
| 鳥山雄司[Gt.]                                              | ○                                                  | ○                                                  | ○                                                  | ○                                                  | ○                                                  | ○                                                  |
| 宮本笑里[Vn.]                                              | ○                                                  | ○                                                  | ○                                                  | ○                                                  | ○                                                  | ○                                                  |
| よよか[Dr.]                                                | ○                                                  | ○                                                  | ○                                                  | ○                                                  | ○                                                  | ○                                                  |

## スタッフ
- エグゼクティブ・プロデューサー：石田弘（以前は演出→プロデューサー・演出→ゼネラルプロデューサー・演出）
- 音楽監督：武部聡志
- 構成：玉井貴代志、大野ケイスケ
- アソシエイトプロデューサー：福井倫子（クリーク・アンド・リバー社）
- 制作進行：渡辺由貴
- 技術協力：fmt、サンフォニックス、TUBE、明光セレクト
- 協力：ハーフトーンミュージック、フジパシフィックミュージック
- プロデューサー：土田芳美（以前はタイムキーパー→アシスタントプロデューサー）、中村峰子（以前はアカウントプロデューサー）、太田秀司
- チーフプロデューサー：浜崎綾（演出兼務の回あり）
- 演出：島田和正、松永健太郎（共テレ）、花輪研斗（イースト）、川上惇
- 制作：フジテレビ編成総局バラエティ制作局
- 制作著作：フジテレビ

### 過去のスタッフ
- 構成：保富康午、松本重美、牛島孝之、菅沼定憲、塚田茂、河野洋、氏家昇、奥山侊伸、河村シゲル、下山啓、高平哲郎、植竹公和、田中到、山内浩嗣
- 音楽監修：服部克久、前田憲男
- 演出：岡山尚幹、柴野広之、小松原登、石黒正保、小沢英機、久保田逸博、上原徹、浅見則夫、石本幸一、小西康弘、時宗大、古江学、塩谷亮
- アソシエイトプロデューサー：湯瀬恵理子（以前は制作プロデューサー）
- 演出→プロデューサー：林良三、熊谷雅弘、斉藤敏、増田晴男、後藤正行、深瀬雄介、冨田哲朗
- プロデューサー→構成：石川洋之
- プロデューサー：千秋與四夫、石井正幸、河本晃典、早川和希
- 演出→演出・プロデュース→チーフプロデューサー：板谷栄司
- プロデューサー→チーフプロデューサー→制作：三浦淳（2015年10月 - 2023年10月）
- チーフプロデューサー：きくち伸（2004年10月 - 2014年7月、以前はプロデューサー）
- 制作：太田一平

## ネット局
1964年8月の放送開始以来一貫してネットしているのは制作局のフジテレビと塩野義製薬本社所在地の関西テレビの2局のみである。
| 放送対象地域          | 放送局                    | 系列                          | 放送時間           | ネット状況 | 備考                                                                    |
| --------------------- | ------------------------- | ----------------------------- | ------------------ | ---------- | ----------------------------------------------------------------------- |
| 関東広域圏            | フジテレビ（CX）          | フジテレビ系列                | 土曜 18:00 - 18:30 | 制作局     | 制作局                                                                  |
| 北海道                | 北海道文化放送（UHB）     | フジテレビ系列                | 土曜 18:00 - 18:30 | 同時ネット | 1972年4月開局から 1981年10月 - 1982年3月の半年間は放送中断              |
| 岩手県                | 岩手めんこいテレビ（mit） | フジテレビ系列                | 土曜 18:00 - 18:30 | 同時ネット | 1991年4月開局から                                                       |
| 宮城県                | 仙台放送（OX）            | フジテレビ系列                | 土曜 18:00 - 18:30 | 同時ネット | 1981年10月 - 1983年9月の2年間は放送中断                                 |
| 山形県                | さくらんぼテレビ（SAY）   | フジテレビ系列                | 土曜 18:00 - 18:30 | 同時ネット | 1997年4月開局から                                                       |
| 静岡県                | テレビ静岡（SUT）         | フジテレビ系列                | 土曜 18:00 - 18:30 | 同時ネット | 1968年12月開局から                                                      |
| 富山県                | 富山テレビ（BBT）         | フジテレビ系列                | 土曜 18:00 - 18:30 | 同時ネット | 1969年4月開局から 1981年10月6日 - 1983年9月25日の間は放送中断           |
| 中京広域圏            | 東海テレビ（THK）         | フジテレビ系列                | 土曜 18:00 - 18:30 | 同時ネット | 1981年10月 - 1982年3月の半年間は放送中断                                |
| 近畿広域圏            | 関西テレビ（KTV）         | フジテレビ系列                | 土曜 18:00 - 18:30 | 同時ネット | 塩野義製薬の本社所在地                                                  |
| 岡山県→ 岡山県 香川県 | 岡山放送（OHK）           | フジテレビ系列                | 土曜 18:00 - 18:30 | 同時ネット | 1969年4月開局から 香川県では1979年4月2日から放送                        |
| 広島県                | テレビ新広島（TSS）       | フジテレビ系列                | 土曜 18:00 - 18:30 | 同時ネット | 1975年10月開局から                                                      |
| 愛媛県                | テレビ愛媛（EBC）         | フジテレビ系列                | 土曜 18:00 - 18:30 | 同時ネット | 1969年12月開局から                                                      |
| 高知県                | 高知さんさんテレビ（KSS） | フジテレビ系列                | 土曜 18:00 - 18:30 | 同時ネット | 1997年4月開局から                                                       |
| 福岡県                | テレビ西日本（TNC）       | フジテレビ系列                | 土曜 18:00 - 18:30 | 同時ネット | 1964年10月のネットチェンジから                                          |
| 長崎県                | テレビ長崎（KTN）         | フジテレビ系列                | 土曜 18:00 - 18:30 | 同時ネット | 1990年10月の日本テレビ系列脱退から                                      |
| 熊本県                | テレビ熊本（TKU）         | フジテレビ系列                | 土曜 18:00 - 18:30 | 同時ネット | 1969年4月開局から 1981年10月 - 1983年9月の2年間は放送中断               |
| 大分県                | テレビ大分（TOS）         | 日本テレビ系列 フジテレビ系列 | 土曜 18:00 - 18:30 | 同時ネット | 1970年4月開局から 『THE MUSIC DAY』（日テレ系）放送日はフロート番組扱い |

### 過去のネット局
- 札幌テレビ（STV）:日本テレビ系列。1972年3月まではフジテレビとのクロスネット局。現在は北海道では北海道文化放送が放送。
- 秋田テレビ（AKT）:1969年10月開局から。1981年9月打ち切り。
- 山形テレビ（YTS）:テレビ朝日系列。1970年4月開局から。1981年9月打ち切り。1993年3月まではフジテレビ系列。現在はさくらんぼテレビで放送。
- NST新潟総合テレビ（NST）[注 20]:1968年12月開局から。NET火曜21時の時代劇枠（『荒野の素浪人』）同時ネットに移行のため1974年3月打ち切り。全国の政令指定都市を擁する道府県としては唯一非放送。
- 長野放送（NBS）:1969年4月開局から[20]。1981年9月打ち切り。
- 石川テレビ（ITC）:1969年4月開局から。1981年9月29日打ち切り[21]。
- 福井テレビ（FTB）:1969年10月開局から。1981年9月29日打ち切り[21]。
- 山陰中央テレビ（TSK）:1970年4月開局から。鳥取県では1972年9月22日から放送。1981年9月打ち切り。
- 広島テレビ（HTV）:日本テレビ系列。1975年9月まではフジテレビとのクロスネット局。現在はテレビ新広島で放送。
- テレビ山口（TYS→tys）:TBS系列。1970年4月開局から。1981年10月 - 1983年9月の間は放送中断。2000年6月打ち切り。1987年9月まではフジテレビとのクロスネット局。
- 九州朝日放送（KBC）:テレビ朝日系列。1964年9月まではフジテレビとのクロスネット局。
- サガテレビ（STS）:1970年代には放送した実績あり（1975年3月25日の番組から）[注 21]。
- 沖縄テレビ（OTV）:1981年9月打ち切り。

### 備考
かつては地域限定ではないネットワークセールス枠であり、大半の系列局で放送されていた。しかし2回目の時間帯変更が実施された1981年10月からは、地域限定スポンサードネット枠に変更され、そのスポンサードネットの対象から漏れた多くの局では、時間帯変更直前の1981年9月をもって本番組のネットを中断した。その際、ネット局が西日本を中心に大きく減少し、北海道・東北・北信越地方では本番組が全く放送されない状態となった。その後、一部の系列局では新たにスポンサードネットの対象となったことで本番組の放送が再開され、2025年現在ではフジテレビ系列17局での地域限定スポンサードネットによる同時ネット番組とされている。
前述の17局以外の、スポンサードネットから漏れた系列局では、当該時間帯がローカルセールス枠となる上、タイトルロゴから「シオノギ」を省いた別素材を製作した上で、番組販売扱いでの放送を可能とする措置も取られていないため、各局別に自主編成を行っている。これらスポンサードネットから漏れている系列局は、アナログ時代にVHF局であった福島テレビと沖縄テレビを除いて、1970年前後のUHF大量免許期に開局した局であり、他系列優先編成のクロスネットであった局も含まれている。その一方で、いわゆる「平成新局（岩手めんこいテレビ・さくらんぼテレビ・高知さんさんテレビ）」においては、いずれも開局当初からネットされている。
この他、福島テレビおよびフジテレビ系列時代の福島中央テレビと、テレビ宮崎、鹿児島テレビ、そして過去に同局の編成から外れたフジテレビ系列番組を放送していた南日本放送（TBS系列）の4局では、いずれも本番組の放送実績がない。
2025年1月時点では、TVerやFODでの見逃し配信は行っていない。

### 放送日時の差し替え
- 関西テレビでは、日曜23時台前半時代の1983年10月 - 1984年3月の間、土曜19時台前半で先行ネットしていた。これは1984年4月改編でネットワークセールス枠から外れた、『パンチDEデート』[注 30]放送のための配慮とされている。
- テレビ山口（現在では非ネット局）では、1986年頃[いつ?]に一度だけ日曜夕方に先行放送をしたことがある。日曜23時台前半時代には、フジテレビ系列がナイター中継の延長で放送時間が変更した場合には以前に放送できなかった回を放送し、当日放送分は録画を後日放送するという対応を取っていた。
- テレビ大分（クロスネット局）では、日本テレビの2004年のアテネオリンピック野球予選の中継をした8月21日の回と、2010年のバンクーバーオリンピック中継の影響を受けた2月13日および同月27日の回は、いずれも放送日時を翌日に差し替えた。その他、日本テレビから特番（主にスポーツ番組など）をネット放送する場合に、翌日や翌週に差し替える場合がある[注 31]。日曜23時台前半時代には、場合によっては遅れネットで放送されたことがあった[注 32]。
- 沖縄テレビ（現在は非ネット局）では、ネット放送開始当初は時差ネット（土曜21:30 - 22:00）で放送していた。

### 放送休止の事例
かつては年末年始であっても通常通り放送されたが、その後少なくとも1週は休止されている。以下は土曜夕方移行後において年末年始以外では珍しく休止・順延となった事例である。
- 2004年5月22日 - 放送途中で当時内閣総理大臣の小泉純一郎による日朝首脳会談のニュースが放送されたため、翌週の5月29日に改めて放送された。
- 2004年7月10日 - プロ野球オールスターゲーム第1戦放送のため休止。
- 2009年11月7日 - プロ野球日本シリーズ第6戦『日本ハム×巨人』放送のため休止。
- 2010年11月6日 - 日本シリーズ第6戦『中日×ロッテ』放送のため休止[注 33]。
- 2011年3月12日 - 東日本大震災に関する報道特別番組放送のため急遽放送休止。
- 2012年8月4日 - ロンドンオリンピック「陸上予選 男子100m、女子棒高跳び」中継のため休止。
- 2013年7月20日 - サッカー東アジアカップ2013 女子 『日本×中国』を放送のため休止。
- 2017年4月1日 - 世界フィギュアスケート選手権2017 男子フリーを放送のため休止。
- 2020年2月29日 - 新型コロナウイルス肺炎問題の関連続報や、18:00から行われた安倍晋三・内閣総理大臣の会見などを盛り込む『FNN 新型コロナ緊急特報 安倍首相“国民へ呼びかけ”』を放送するために急遽放送休止。同日放送予定のゆず特集は4月4日に予定変更となった[注 34][22][23][24]。
- 2021年11月20日 - プロ野球日本シリーズ2021第1戦『オリックス×ヤクルト』放送のため休止。